# Alex de Haas
Alex de Haas is de artiestennaam van Alexander Nederveen (Rotterdam, 24 juni 1896 – aldaar, 4 januari 1973). Hij was cabaretier en hield zich — met name na zijn cabaretcarrière — bezig met de geschiedenis van de kleinkunst.

## Biografie
Alexander Nederveen was de zoon van komiek Nico de Haas (Christianus Everhardus Theodorus Nederveen) en Lena Faber. Opa en oma De Haas (Marinus de Haas en Susanne Leduc) waren eveneens werkzaam in de theaterwereld. Nederveen trouwde in 1917 met Bastiana Scharp.
Hij volgde gedurende vijf jaar een studie schilderen en tekenen aan de Academie voor Beeldende Kunsten in Rotterdam en ook later bleef hij liefhebber van beeldende kunst. In die studie zaten ook lessen op viool en piano. Ook kreeg De Haas les in fotografie. Hij stond al in zijn jeugd naast zijn vader op de podia in en om Rotterdam, vader was immers komiek. Hij liet zich op cabaretgebied inspireren door Koos Speenhoff, Jean-Louis Pisuisse, Emiel Hullebroeck en Yvette Guilbert. Tijdens de mobilisatie van Nederland voor de Eerste Wereldoorlog richtte hij een cabaretgezelschap De Petoet op om de soldaten te vermaken.
Een vastere vorm kwam in 1920 toen hij als dichter-zanger deel ging uitmaken van een ensemble rondom Jean-Louis Pisuisse. Een eerste bundel Cabaretliedjes volgde in 1922 met een voorwoord van Pisuisse. De Haas ontwikkelde zich steeds meer tot een conferencier. Hij trad daarbij veelvuldig op in Theater Tuschinski, waar hij een collega was van Max Tak. Tak schreef daarbij muziek bij de teksten van De Haas; bekend is onder meer het lied Amsterdam (later gezongen door André van Duin en gespeeld door James Last) uit de film De oude stad. Ook Vriendinnetje ("Elke man heeft in zijn leven een vriendinnetje gehad") kwam uit beider handen. In 1929 begon hij voor de AVRO te werken met allerlei soorten programma’s. Een van zijn scheppingen, samen met Jaap den Daas en Max Tak, was het radioprogramma Bonte Dinsdagavondtrein. Samen met Tak schreef hij de herkenningsmelodie daarvan. Liedjes en teksten van hem werden opgenomen in speelfilms als Het meisje met den blauwen hoed en Het leven is heus niet zo kwaad. Na de Tweede Wereldoorlog werd hij bekend van de radioserie Au salon des variétés, dat ook op de planken werd gebracht.
In 1963 ontving hij de Penning van de Leuve. Nadat hij in 1966 nog geëerd werd door Theater Tuschinski met optredens van Toon Hermans, Bob Scholte, Willy Alberti, Willeke Alberti, Mieke Telkamp en Jasperina de Jong raakte hij langzaam in de vergetelheid; hij kon de 'moderne tijd' niet aan en raakte verbitterd. Hijzelf zei bij zijn stoppen als cabaretier: "Ik ga uit het vak omdat ik er zo veel van hou". Na dit gouden jubileum in 1966 richtte De Haas zijn aandacht vooral op het hobbymatig verzamelen van voorwerpen uit de kleinkunstgeschiedenis. Op 14 maart 1969 was De Haas hoofdgast in het televisieprogramma Mies en scène.
Zijn vrouw kreeg in die jaren de opdracht na zijn overlijden alles van hem te vernietigen. Na zijn dood op 4 januari 1973 voerde zijn vrouw die wens echter niet uit, waardoor De Haas' archief later werd opgenomen bij het Toneelmuseum (het latere Theater Instituut Nederland) en de verzameling van Wim Ibo. Dat een deel bij Wim Ibo terechtkwam is curieus, daar De Haas niets van hem moest hebben. Ibo was zelf door De Haas in het vak geïntroduceerd, maar ze raakten in 1962 in onmin nadat de samenwerking voor een programma over het Nederlandse lied stukliep. De Haas vond dat hij de kenner was — hij had alles zelf meegemaakt — en Ibo een naverteller. De Haas was nog van plan een werk te schrijven over de Nederlandse revue, maar dat kwam niet meer van de grond. In 1977 was hij een van de kleinkunstenaars naar wie in Crooswijk een straat werd vernoemd, een straat tussen Eduard Jacobs- en Pisuissestraat.
Twee jaar na zijn dood stond zijn liedje Johanna (De noodlottige geschiedenis van een maagd en een boze schoenlapper) enkele weken in de Nederlandse Top 40 in een uitvoering van Rijk de Gooyer.

## Werk

### Discografie
- jaren 50: Alex de Haas op His Master's Voice ep met vier liedjes
- 1967: Hoed af voor Alex de Haas, eerbetoon aan De Haas
- 1968: Elpee met elf cabaretliedjes onder leiding van muziekproducent Nico de Boer

- Biografisch Portaal: 08909381
- Digitale Bibliotheek voor de Nederlandse Letteren: haas004
- Gemeinsame Normdatei: 113629855X
- International Standard Name Identifier: 0000 0003 9477 3209
- MusicBrainz: 9b6c3999-2047-4696-a6ed-80fcc897f2b9
- Nederlandse Thesaurus van Auteursnamen: 147961157
- RKD-Nederlands Instituut voor Kunstgeschiedenis: 34942
- Union List of Artist Names: 500639922
- Virtual International Authority File: 289304270